# Kunal Kapoor
Pour les articles homonymes, voir Kapoor.
Kunal Kapoor (en hindi : कुणाल  कपूर), né le 18 octobre 1977 à Bombay (Inde) est un acteur indien de Bollywood. Il débute dans Meenaxi: A Tale of Three Cities en 2004 et a deux succès majeurs à son actif, le drame Rang De Basanti (2006) et le film de gangsters Don 2 (2011).

## Carrière

### Formation
Après une enfance assez tranquille Kunal Kapoor suit des cours de théâtre avec Barry John et on le voit sur les planches avec Motley, la troupe de Naseeruddin Shah. En 2001, il est l'assistant de Rakeysh Omprakash Mehra sur Aks.

### Cinéma
En 2003, il commence sa carrière d'acteur avec Meenaxi: A Tale of Three Cities de M. F. Husain avec Tabu. Ce film ne fait pas beaucoup d'entrées mais Kunal Kapoor est remarqué pour son talent d'acteur et son physique imposant et charismatique.
C'est en 2006 qu'il est vraiment révélé au grand public avec Rang De Basanti (Rakeysh Omprakash Mehra) où il joue aux côtés d'Aamir Khan. Le film est un succès public et critique ; il représente l'Inde aux Oscars et aux BAFTA Awards sans être primé mais rafle de nombreuses récompenses en Inde et vaut à Kunal Kapoor une nomination au Filmfare Award du meilleur second rôle masculin. Étoile montante du cinéma indien au physique digne d'Amitabh Bachchan, il joue en 2007 dans Aaja Nachle, avec Madhuri Dixit, et Laaga Chunari Mein Daag aux côtés de Rani Mukerji. Dans ces deux films qui ne trouvent pas leur public, il forme avec l'actrice Konkona Sen Sharma un couple très complice qui renforce sa popularité auprès du public[réf. nécessaire].
L'année suivante Kunal Kapoor fait de courtes apparitions dans Bachna Ae Haseeno et dans Welcome to Sajjanpur. En 2010 il se fait remarquer par la critique dans Lamhaa où il donne la réplique à Sanjay Dutt et Bipasha Basu dans un film qui décrit sans manichéisme la situation très troublée du Cachemire. Puis en 2011 il interprète un rôle négatif dans le succès commercial Don 2 de Farhan Akhtar aux côtés de la superstar Sharukh Khan.

## Filmographie
| Année | Film                        | Rôle                     | Partenaires                                       | Notes                                                                |      |
| ----- | --------------------------- | ------------------------ | ------------------------------------------------- | -------------------------------------------------------------------- | ---- |
| 2003  | Meenaxi: Tale of 3 Cities   | Kameshwar Mathur         | Tabu, Raghuvir Yadav                              |                                                                      |      |
| 2006  | Rang De Basanti             | Aslam / Ashfaqullah Khan | Aamir Khan, Soha Ali Khan, Siddharth Narayan      | Nomination au Filmfare Award du meilleur acteur dans un second rôle. |      |
| 2007  | Hattrick                    | Sarabjeet Singh Saby     | Rimi Sen, Nana Patekar                            |                                                                      |      |
| 2007  | Aaja Nachle                 | Imran Pathan             | Madhuri Dixit, Konkona Sen Sharma, Akshaye Khanna |                                                                      |      |
| 2007  | Laaga Chunari Mein Daag     | Vivaan                   | Konkona Sen Sharma                                |                                                                      |      |
| 2008  | Bachna Ae Haseeno           | Joginder Ahluwalia       |                                                   | Participation exceptionnelle                                         |      |
| 2008  | Welcome to Sajjanpur        | Bansi                    | Amrita Rao                                        | Caméo                                                                |      |
| 2010  | Lamhaa                      | Aatif                    | Sanjay Dutt, Bipasha Basu                         |                                                                      |      |
| 2011  | Don 2                       | Sameer Ali               | Sharukh Khan                                      |                                                                      |      |
| 2012  | Luv Shuv Tey Chiken Khurana |                          | Huma Qureshi, Rajesh Sharma                       |                                                                      | 2016 |